# Аббон (епископ Сен-Жан-де-Морьена)
Аббон (фр. Abbon; умер не позднее 876) — епископ Сен-Жан-де-Морьена (не ранее 853 — не позднее 876).

## Биография
О происхождении и ранних годах жизни Аббона в исторических источниках не сообщается. Также не известна и дата его вступления на епископскую кафедру Сен-Жан-де-Морьена. Это событие должно было произойти не ранее 853 года, так как этим временем датируется последнее упоминание в источниках о предшественнике Аббона, епископе Жозефе. Первое же свидетельство об Аббоне как главе Морьенской епархии относится к 20 мая 858 года, когда вместе с другими прелатами он подписал дарственную хартию епископа Отёна Ионы, данную тем соборному капитулу своего города. Подпись епископа Сен-Жан-де-Морьена стоит и под другой хартией Ионы Отёнского, написанной в Лангре и датируемой 19 апреля 859 года.
14 июня 859 года Аббон участвовал в церковном соборе, состоявшемся в Савоньере, а 22 октября 860 года — в соборе в Туси.
Точная дата смерти епископа Аббона не известна. Установлено только то, что он должен был скончаться не позднее 876 года, когда главой Морьенской епархии уже упоминается Адальберт.